# آن بيونغ-جون
آن بيونغ جون (بالكورية: 안병준؛ مواليد 22 مايو 1990) هو لاعب كرة قدم يلعب كمهاجم مع نادي سوون في دوري كوريا الجنوبية لكرة القدم. ولد في اليابان، ولعب لصالح منتخب كوريا الشمالية لكرة القدم.

## المسيرة الكروية
ولد في اليابان في 22 مايو 1990. لعب لعدة فرق في اليابان وكوريا الجنوبية.
شارك في 11 مباراة مع منتخب كوريا الشمالية لكرة القدم من عام 2011 إلى عام 2017.

## الإحصائيات

### النادي
اعتبارًا من 6 نوفمبر 2021.
| النادي             | الموسم   | الدوري                             | الدوري | الدوري  | الكأس الوطني | الكأس الوطني | كأس الدوري | كأس الدوري | قاري   | قاري    | المجموع | المجموع |
| النادي             | الموسم   | الدرجة                             | الظهور | الأهداف | الظهور       | الأهداف      | الظهور     | الأهداف    | الظهور | الأهداف | الظهور  | الأهداف |
| ------------------ | -------- | ---------------------------------- | ------ | ------- | ------------ | ------------ | ---------- | ---------- | ------ | ------- | ------- | ------- |
| كاواساكي فرونتالي  | 2013     | الدوري الياباني                    | 0      | 0       | 0            | 0            | 1          | 0          | —      | —       | 1       | 0       |
| كاواساكي فرونتالي  | 2014     | الدوري الياباني                    | 5      | 1       | 0            | 0            | 0          | 0          | 0      | 0       | 5       | 1       |
| كاواساكي فرونتالي  | 2015     | الدوري الياباني                    | 2      | 0       | —            | —            | 0          | 0          | —      | —       | 2       | 0       |
| جيف يونايتد تشيبا  | 2015     | الدوري الياباني الدرجة الثانية     | 10     | 0       | 1            | 2            | —          | —          | —      | —       | 11      | 2       |
| زفايجن كانازاوا    | 2016     | الدوري الياباني الدرجة الثانية     | 15     | 2       | 1            | 0            | —          | —          | —      | —       | 16      | 2       |
| رواسو كوماموتو     | 2017     | الدوري الياباني الدرجة الثانية     | 33     | 7       | 0            | 0            | —          | —          | —      | —       | 33      | 7       |
| نادي سوون          | 2019     | دوري كوريا الجنوبية الدرجة الثانية | 17     | 8       | 2            | 1            | —          | —          | —      | —       | 19      | 9       |
| نادي سوون          | 2020     | دوري كوريا الجنوبية الدرجة الثانية | 25     | 20      | 0            | 0            | —          | —          | —      | —       | 25      | 20      |
| نادي بوسان أي بارك | 2021     | دوري كوريا الجنوبية الدرجة الثانية | 34     | 23      | 2            | 1            | —          | —          | —      | —       | 36      | 24      |
| الإجمالي           | الإجمالي | الإجمالي                           | 141    | 61      | 6            | 4            | 1          | 0          | 0      | 0       | 148     | 65      |

### المنتخب
| المنتخب الوطني | العام   | الظهور | الأهداف |
| -------------- | ------- | ------ | ------- |
| كوريا الشمالية | 2011    | 2      | 0       |
| كوريا الشمالية | 2015    | 6      | 0       |
| كوريا الشمالية | 2017    | 3      | 0       |
| المجموع        | المجموع | 11     | 0       |

## الإنجازات
دوري كوريا الجنوبية الدرجة الثانية:
- أفضل هداف: 2020، 2021
- أفضل لاعب: 2020، 2021

## وصلات خارجية
- آن بيونغ-جون على موقع الاتحاد الدولي (مؤرشف)  (الإنجليزية)
- آن بيونغ-جون على موقع رابطة كرة القدم اليابانية للمحترفين (اليابانية)
- آن بيونغ-جون على موقع دوري كوريا الجنوبية (الإنجليزية)
- آن بيونغ-جون على موقع قاعدة بيانات كرة القدم.إي يو (الإنجليزية)
- آن بيونغ-جون على موقع ناشيونال فوتبول تيمز (الإنجليزية)
- آن بيونغ-جون على موقع Soccerway.com (الإنجليزية)
- آن بيونغ-جون على موقع عالم كرة القدم.نت (الإنجليزية)
- J.League Data Site (باليابانية)
- قالب:K League player